# فرودگاه شیشمارف
فرودگاه شیشمارف (به انگلیسی: Shishmaref Airport) یک فرودگاه همگانی با کد یاتا SHH است که یک باند فرود آسفالت دارد و طول باند آن ۱۵۲۴ متر است. این فرودگاه در کشور ایالات متحده آمریکا قرار دارد و در ارتفاع ۴ متری از سطح دریا واقع شده است.